# غوغوناسوس
غوغوناسوس (Gogonasus) (بمعنى "خطم من غوغو")، هو سمك منقرض من لحميات الزعانف ولها أحافير قديمة محفوظة تعود لـ380 مليون سنة مضت، عثر عليها في تكوين غوغو في غرب أستراليا، عاش هذا السمك في أواخر العصر الديفوني في الشعاب المرجانية 1400 كيلومتر قبالة ساحل كيمبرلي. وهو عبارة سمك صغير لا يزيد طوله على 40 سم (1 قدم).